# 小田切宏之
小田切 宏之（おだぎり ひろゆき、1946年10月28日 - ）は、日本の経済学者。専門は産業組織論。一橋大学名誉教授。公正取引委員会顧問、同元委員。

## 概要
兵庫県芦屋市生まれ。1969年京都大学経済学部卒業後、荏原製作所東京支社にてポンプ・送風機等の営業活動に当たる。2年後に退職。1973年大阪大学大学院経済学研究科修士課程修了後、フルブライト奨学金で1977年米国ノースウェスタン大学大学院博士課程経済学専攻修了、経済学博士。
オーバリン大学経済学部助教授、1978年筑波大学社会工学系講師、1983年助教授、1985-1986年大阪大学社会経済研究所助教授を併任し、1992-2000年筑波大学教授、1998年一橋大学大学院経済学研究科教授を併任。2001年文部科学省科学技術政策研究所総括主任研究官兼任。2008年公正取引委員会競争政策研究センター所長兼任。2010年一橋大学定年退官、名誉教授となる。同年成城大学社会イノベーション学部政策イノベーション学科教授。
2012年成城大学退職、公正取引委員会委員。2016年公正取引委員会定年退官、公正取引委員会顧問。後任の委員は青木玲子。1982年「The Theory of Growth in a Corporate Economy」で日経・経済図書文化賞受賞。1993年経営科学文献賞受賞。1997年国際産業組織論誌フェロー。2016年瑞宝重光章受勲。
小田切ゼミ出身者にはドリパス創業者の五十嵐壮太郎や、財務官僚の嶋田賢和元釜石市副市長等がいる。

## 著書
- The Theory of Growth in a Corporate Economy: Management Preference Research and Development, and Economic Growth. /Cambridge University Press,1981.
- Growth Through Competition, Competition Through Growth : Strategic Management and the Economy in Japan. / Clarendon Press,1992.
- 『日本の企業戦略と組織 成長と競争のメカニズム』東洋経済新報社 1992
- 『企業経済学』東洋経済新報社 プログレッシブ経済学シリーズ 2000
- 『新しい産業組織論 理論・実証・政策』有斐閣 2001
- 『バイオテクノロジーの経済学 「越境するバイオ」のための制度と戦略』東洋経済新報社 2006
- 『競争政策論 独占禁止法事例とともに学ぶ産業組織論』日本評論社 2008
- 『イノベーション時代の競争政策 研究・特許・プラットフォームの法と経済』有斐閣 2016

### 共編著
- 『日本の企業進化 革新と競争のダイナミック・プロセス』後藤晃共著 河又貴洋,絹川真哉,安田英土訳 東洋経済新報社 1998
- 『サイエンス型産業』後藤晃共編 NTT出版 日本の産業システム 2003
- 『日本の製造業の新展開』森谷正規共編著 放送大学教育振興会 2005

## 論文
- <小田切宏之